# Lorenz Christensen
Lorenz Christensen (født 30. juni 1892, død 2. juli 1965) var doktor i statskundskab (dr.rer.oec.) og skribent.

## Liv og virke
Fra 1930 var han en ledende figur i det tyske mindretal i Sønderjylland og ansat ved Institut für Volks- und Landesforschung i Kiel.
Lorenz Christensen og Wilhelm Deichgräber stiftede Nordslesvigsk Front (Nordschleswigsche Front) i august 1933.
I 1935 blev han leder af Deutsche Wirtschaftsberatungsstelle i Åbenrå. Han etablerede et "Sippenkanzlei" (afstamningskontor), som udstedte arierattester. I 1936 blev han partifunktionær i det tyske nazistparti i Sønderjylland, NSDAP-N, og i 1939 valgt til byrådet i Åbenrå.

### Nazist og antisemit
I 1941 blev han af det tyske gesandtskab i København ansat til at efterforske herboende jøder og udarbejde et personregister. På grund af Lorenz Christiansens arbejde var den tyske besættelsesmagt forberedt ved deportationen af de danske jøder i oktober 1943.
I 1943 udgav han Det tredie Ting, hvori han kortlagde jødiske kredse, organisationer og erhvervsinteresser. Bogens påstand var at der ved siden af folketinget og landstinget fandtes en usynlig magtfaktor, en jødisk domineret højfinans. Bøgerne er blevet beskrevet som dansk antisemitismes hovedværk. De blev i uddrag oplæst i dansk radio i marts 1944. Han var blandt andet nået frem til at P.A. Alberti var "ottendedelsjøde".

### Efterkrigstiden
Under retsopgøret blev han i Østre Landsret i 1948 idømt seks års fængsel efter straffelovens racismeparagraf af 1939. I 1949 blev han løsladt.
Senere blev han af mindretalsmedlemmerne i Aabenraa valgt som byformand, og i 1953 blev han derfor medlem af hovedbestyrelsen for Bund Deutscher Nordschleswiger. Her kæmpede han for rehabilitering af de dømte i retsopgøret.
Fra 1958 og indtil sin død i 1965 var han ansat på mindretallets dagblad Der Nordschleswiger i Aabenraa, primært som korrekturlæser, men lejlighedsvis anmelder og kronikør. Han rejste rundt med et foredrag om retsopgøret og et revisionistisk foredrag om Rostockmyten.

## Syn på hjemmetyskheden
I 1929 skildrede han sit syn på tyskheden i Sønderjylland i en tale i det venstreorienterede forum Studentersamfundet i København. Talen blev trykt i de dansksindede Sønderjyske Årbøger, som usædvanligt lod en tysksindet komme til orde. Lorenz Christensen giver udtryk for at blandet kultur og sindelag er naturligt i et grænseland:
Grunden er, at Slesvig er Grænseland. Her mødtes aandelig-kulturelle Strømninger fra Nord og Syd allerede Aarhundreder igennem, her har bestemte statsretlige Udviklingstendenser været bestemmende for, at det Tyske allerede i en Tid, da dets Kvalifikation som en for det magtpolitiske Spil vægtig national Faktor endnu slet ikke var erkendt, kunde vinde frem mod Nord, langt op i Slesvig. Og denne Udvikling danner Grundlaget for, at der samtidig med, at Nationalitetsideeen bryder igennem indenfor de forskellige evropæiske Samfund, ogsaa i Slesvig-Holsten trækkes nationale Skillelinier op.
Ifølge Lorenz Christensen er modsætningen mellem dansk og tysk ikke skarp; mange sønderjyder har sympatier i begge retninger. Han giver eksempler på delte familier og mennesker som har skiftet side, men mener at det er sket efter frie, idealistiske overvejelser og ikke materielle motiver, som det ellers var påstanden fra dansk side. Han mener at tvang fra statsmagternes side har gjort ondt og forstærket modsætningerne, således sidestiller han de danske sprogreskripter (1851-1863) med den preussiske fortyskningspolitik: "Danskerne brugte Vold før 1864, og Prøjsernes Fremfærd efter 1804 var derfor de facto til en vis Grad Lige for Lige!" (De preussiske tiltag blev løbende øget fra 1870'erne til 1. Verdenskrig, men kulminerede i Ernst Köllers periode 1898-1903). Lorenz Christensen erkender at sønderjysk er en dansk og vestjysk dialekt, og han tager afstand fra det altyske synspunkt om at jysk er et vestgermansk sprog. Han påpeger danske eksempler på forsimplende eller grove karakteristikker af hjemmetyskere, f.eks. fra H.V. Clausens hånd. Lorenz Christensen mener at de to sprog og kulturer er en kilde til rigdom, som bør bevares og gives ligeberettigelse. Valget af tilhørsforhold er ikke medfødt, men en viljessag:
For mig staar det klart, at mangen en Slesviger af Troskab mod sit Hjemland, mod sin særegne slesvigske Folkelighed, paa Grund af en vis Traditionsbundethed slet ikke kan være andet end tysksindet: de Elementer, rigsdansk Levesæt og Tankegang indebærer, vil naturnødvendig gennemgaaende være ham fremmede; han vil staa uforstaaende overfor dem, omtrent maaske som en Atheist maa staa uforstaaende overfor Grundvigianismen. Paa den anden Side kan jeg saa godt forstaa, at en Slesviger af ligesaa ærlig Overbevisning og ud fra den stærkeste Ansvarsfølelse overfor sig selv er Sønderjyde og staar afvisende og fremmed overfor alt, hvad der er tysk.
Han mener at den historiske begyndelse skulle findes i de tyske præster efter reformationen, som kom til at stå som formidlere at åndskultur til almuen. Senere spillede modsætningerne mellem befolkningen i de hertugelige og kongerigske dele af Slesvig en rolle. Senere har Preussen og Tyskland vist sig som verdens førende kulturland og et velstyret, ordentligt samfund. Lorenz Christensen påpeger også at grænsebefolkningen har en vis oppositionel indstilling, og han mener at det danske håb om at assimilere tyskheden både er uretfærdigt og urealistisk.
Ifølge Frits Clausen, som var leder af det danske nazistparti DNSAP, forsøgte Lorenz Christensen og de tysksindede dog at overtale danske vælgere med netop økonomiske argumenter blandt andet ved valgene i 1935 og 1939. Frits Clausen var dansk-national sønderjyde, og hans danske nazistparti stod i modsætning til de tyske sønderjyders parti NSDAP-N.